# Груздов, Иван Павлович
Иван Павлович Груздов — советский хозяйственный, государственный и политический деятель, Герой Социалистического Труда.

## Биография
Родился в 1936 году в селе Кременное. Член КПСС.
С 1956 года — на хозяйственной, общественной и политической работе. В 1956—1996 гг. — механизатор, звеньевой, председатель ордена Трудового Красного Знамени колхоза «Заря Коммунизма» села Ольгово Кореневского района Курской области.
Указом Президиума Верховного Совета СССР от 23 декабря 1976 года присвоено звание Героя Социалистического Труда с вручением ордена Ленина и золотой медали «Серп и Молот».
Избирался депутатом Верховного Совета РСФСР 9-го и 10-го созывов, народным депутатом СССР.
Делегат XXV и XXVII съездов КПСС.
Умер в 2003 году.